# John A. Hardy
John Anthony Hardy (* 9. November 1954 in Nelson, Lancashire) ist ein britisch-US-amerikanischer Genetiker, Molekularbiologe und Alzheimer-Forscher am University College London.

## Leben
Hardy schloss 1976 an der Leeds University sein Studium der Biochemie mit dem Bachelor ab. 1981 erwarb er am Imperial College London bei Harry Bradford mit der Arbeit On the Release of Amino Acod Neurotransmitters from Mammalian Synaptosomes einen Ph.D. in Neurochemie.
Als Postdoktorand arbeitete Hardy für das Medical Research Council in der Abteilung für Neuroendokrinologie der University of Newcastle upon Tyne, bevor er 1982 eine erste Professur (Honorary Lecturer, vergleichbar Assistant Professor) für Biochemie an der University of Newcastle upon Tyne erhielt. 1983/1984 arbeitete Hardy als Dozent an der Neuropathologie der Universität Umeå in Schweden, bevor er wiederum eine Professur für Biochemie annahm, diesmal am St Mary’s Hospital in London, das 1987 mit dem Imperial College London fusionierte. 1989 erhielt Hardy am Imperial College eine Stellung als Senior Lecturer (vergleichbar Associate Professor).
1992 ging Hardy in die Vereinigten Staaten, er übernahm an der University of South Florida in Tampa eine ordentliche Professur für Alzheimer-Forschung. 1996 wechselte er als Professor für Pharmakologie und als Oberarzt (Consultant) an die Mayo Clinic in Jacksonville, Florida. Zusätzlich übernahm er 1999 die Leitung der dortigen Abteilung für Neurowissenschaften. 2001 ging Hardy als Leiter der Neurogenetik an das National Institute on Aging (NIA, eine Einrichtung der National Institutes of Health, NIH, in Bethesda, Maryland). Gleichzeitig hatte er eine Gastprofessur (Honorary Professor) für Neurowissenschaften am University College London inne.
2007 ging Hardy zurück nach England. Er nahm jetzt eine ordentliche Professur am University College London an, behielt aber zunächst eine Stellung am NIA/NIH (Honorary Senior Scientist).
Hardy ist geschieden und hat drei Kinder.

## Wirken
Hardy konnte wesentliche Beiträge zum Verständnis der pathologischen Vorgänge im Gehirn von Menschen mit Morbus Alzheimer leisten. Außerdem trug er zum Verständnis weiterer neurodegenerative Erkrankungen bei, wie Morbus Parkinson, Motoneuron-Erkrankungen und Synucleinopathien. Unter Nutzung von Methoden wie der Sequenzierung ganzer Genome befasst sich Hardy mit den komplexen Interaktionen zwischen Genen und Umweltbedingungen, die das Risiko für neurodegenerative Erkrankungen erhöhen.
Hardy entdeckte eine Mutation im Gen, das für das Amyloid-Precursor-Protein (APP) codiert. Diese Mutation sorgt erst dafür, dass sich aus dem APP das β-Amyloid bilden kann, das laut der von Hardy mitbegründeten Amyloid-Hypothese mit Morbus Alzheimer – und insbesondere der Form mit frühem Ausbruch der Erkrankung – assoziiert ist.
Hardy gehört weltweit zu den meistzitierten Alzheimer-Forschern.

## Auszeichnungen und Mitgliedschaften (Auswahl)
- 2009 Mitglied der Royal Society[1]
- 2014 Dan-David-Preis[2]
- 2015 Hartwig-Piepenbrock-DZNE-Preis[3]
- 2015 Mitglied der European Molecular Biology Organization[4]
- 2016 Breakthrough Prize in Life Sciences[5]
- 2018 Brain Prize
- 2018 Mitglied der Academia Europaea[6]